# SAKURA, I love you?
〈SAKURA, I love you?〉(사쿠라, 아이 러브 유?)는 일본의 여성 가수 니시노 카나의 16번째 싱글로, 2012년 3월 7일에 발매되었다. 전작 〈설령 그 아무리...〉에서 약 4개월 만의 싱글이며, 표제곡 〈SAKURA, I love you?〉는 소니 워크맨의 광고 음악으로도 사용되었다.

## 수록곡
| #            | 제목                    | 재생 시간 |
| ------------ | ----------------------- | --------- |
| 1.           | 〈SAKURA, I love you?〉 | 4:40      |
| 2.           | 〈My Baby〉             | 4:11      |
| 3.           | 〈sweet sweet〉         | 3:19      |
| 총 재생 시간 | 총 재생 시간            | 12:10     |

## 차트 성적
- 오리콘 차트: 주간 최고 5위